# Central Illinois Regional Airport
Pour les articles homonymes, voir BMI.
Le Central Illinois Regional Airport, encore appelé Bloomington/Normal Airport ou CIRA (code AITA : BMI, code OACI : KBMI, code FAA : BMI), est un aéroport de l'Illinois, aux États-Unis.